# Dara Torres
Pour les articles homonymes, voir Dara et Torres.
Dara Grace Torres, née le 15 avril 1967 à Jupiter (Floride), est une nageuse américaine spécialiste des épreuves de sprint en nage libre.
Nageuse précoce (détentrice d'un record du monde à 15 ans, championne olympique à 17), Dara Torres s'affirme comme l'une des meilleures nageuses mondiales au cours des années 1980 et au début des années 1990. Après avoir annoncé sa retraite à l'issue des Jeux de Barcelone, la nageuse effectue un brillant retour à Sydney en 2000 où elle conquiert cinq nouveaux podiums olympiques dont deux médailles d'or. En 2006, elle renonce une seconde fois à sa retraite sportive, et participe une cinquième fois aux Jeux olympiques en 2008.

## Biographie

### Une carrière précoce
Dara Torres dispute sa première compétition internationale à 14 ans. Dès l'année suivante en 1982, elle remporte son premier titre national senior. Plus encore, le 29 janvier 1982, l'Américaine améliore le record du monde du 50 m nage libre alors qu'elle n'a que 16 ans.
Sélectionnée pour les Jeux olympiques de 1984 organisés à Los Angeles, elle participe avec ses compatriotes à l'épreuve du relais 4 × 100 m nage libre. Le quatuor américain s'impose et Dara Torres obtient son premier titre olympique à 17 ans.
Quatre ans plus tard à Séoul, elle obtient cette fois une médaille de bronze toujours avec le relais américain du 4 × 100 m nage libre. Entretemps, la nageuse décrochait sa première médaille mondiale lors des championnats du monde 1986 de Madrid. Lors des Jeux olympiques de 1992 de Barcelone, le relais américain du 4 × 100 m nage libre retrouve la plus haute marche du podium en établissant un nouveau record du monde. Dara Torres participe à cette nouvelle victoire et à ce nouveau record. Âgée de 25 ans, l'Américaine décide d'arrêter sa carrière commencée 11 années plus tôt au plus haut niveau.
Après son retrait, l'Américaine entame une carrière dans les médias sportifs américains (ESPN, TNT ou Discovery Channel) mais également dans le mannequinat (elle apparaît notamment dans le célèbre magazine américain Sports Illustrated Swimsuit Issue).

### Premier comeback
Dara Torres annonce son retour à la compétition en 1999. Sept années après sa dernière apparition dans les bassins internationaux, elle entame une préparation physique pour participer aux Jeux olympiques d'été de 2000 organisés par la ville de Sydney (Australie). L'année suivante, lors des sélections olympiques américaines, la nageuse obtient sa qualification non seulement au sein des relais 4 × 100 m nage libre et 4 × 100 m 4 nages, mais également sur plusieurs épreuves individuelles : 50 m et 100 m nage libre, 100 m papillon.
Un an plus tard, l'Américaine participe donc à ses quatrièmes Jeux. Avec Amy Van Dyken, Jenny Thompson et Courtney Shealy, Dara Torres établit tout d'abord un nouveau record du monde sur le relais 4 × 100 m nage libre et décroche donc la médaille d'or. La nageuse enchaîne ensuite trois podiums dans les épreuves individuelles en montant sur la troisième marche sur 100 m papillon, 50 m et 100 m nage libre. À chaque fois, l'Américaine est devancée par la Néerlandaise Inge de Bruijn (vainqueur des trois épreuves), la Suédoise Therese Alshammar sur les deux épreuves en nage libre et la Slovaque Martina Moravcová sur 100 m papillon. Pour la première fois, Dara Torres remporte des médailles olympiques individuelles. La nageuse conclut ce rendez-vous olympique en remportant une deuxième médaille d'or sur l'épreuve du 4 × 100 m 4 nages.
Grâce aux deux titres olympiques obtenus à 33 ans, elle devient la championne olympique la plus âgée de la natation américaine. Après Jenny Thompson, elle devient également la nageuse américaine la plus médaillée de l'histoire avec huit médailles (4 en or, 4 en bronze). À nouveau, la nageuse prend sa retraite sportive après avoir gagné ces cinq médailles en Australie.

### Le second retour

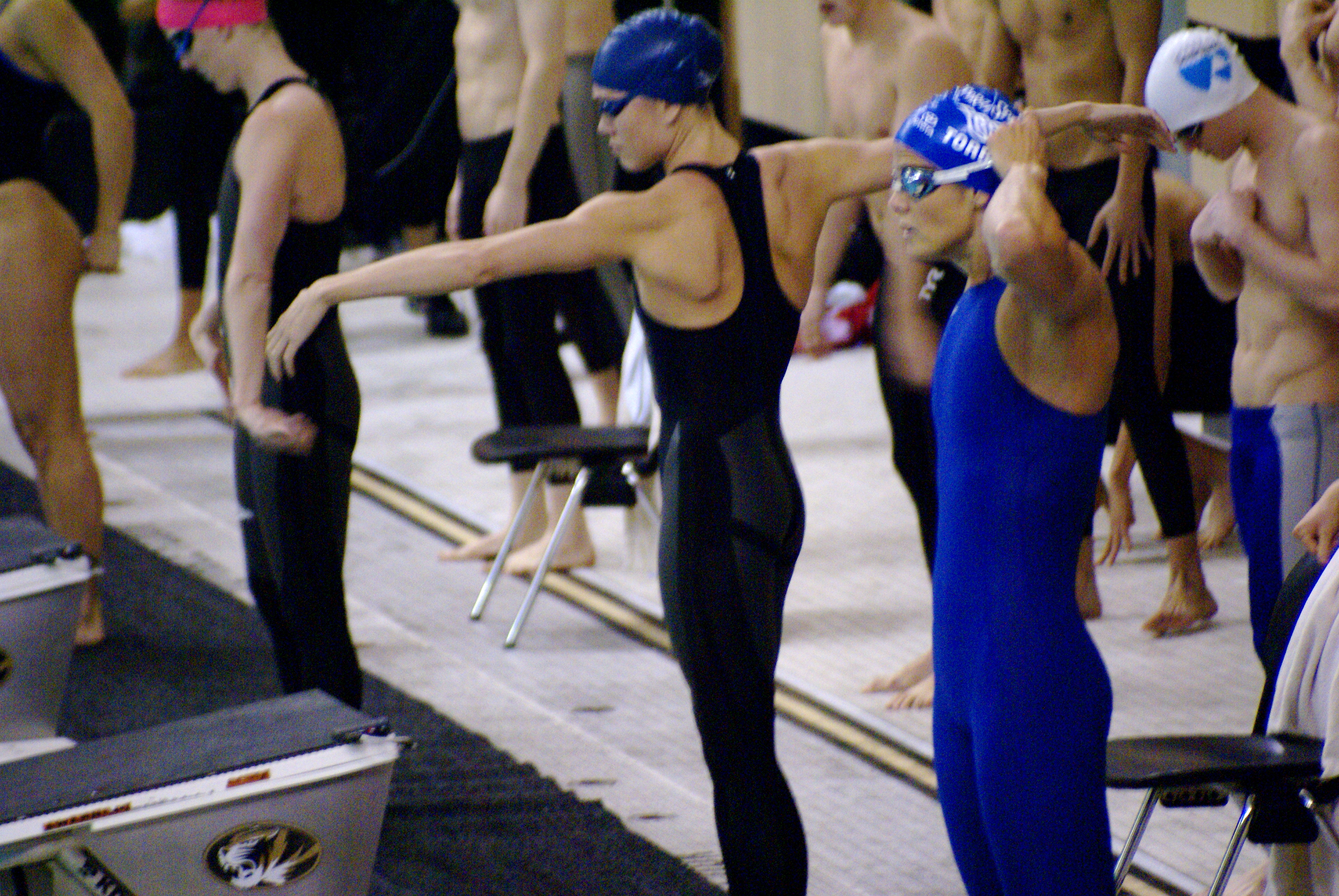
Dara Torres en combinaison bleue au côté de Natalie Coughlin au Grand Prix du Missouri en février 2008.

Une nouvelle fois éloignée des bassins internationaux, Dara Torres retrouve l'univers des médias. Pourtant, elle annonce son retour à la compétition six années après ses dernières compétitions. En 2006, la nageuse ressort de sa retraite avec l'ambition de participer à ses cinquièmes Jeux olympiques. Un peu plus de trois mois après avoir donné naissance à une petite fille, elle retrouve les bassins et la compétition,. En août 2007, Dara Torres, âgée de 40 ans, remporte un nouveau titre de championne des États-Unis sur 100 m nage libre devant Dana Vollmer et Amanda Weir, médaillées mondiales quelques mois plus tôt et vingt ans plus jeunes que leur aînée. Plus encore, elle bat le record national sur 50 m nage libre quelques jours plus tard. Vingt-six années après son premier sacre national et quinze mois après sa grossesse, Torres se place comme l'une des prétendantes à une sélection dans la délégation américaine qui se rendra à Pékin pour les Jeux olympiques d'été de 2008.
En novembre, l'Américaine bat le record américain du 50 m nage libre en petit bassin de près de quatre dixièmes lors de l'étape de Coupe du monde organisée à Berlin. À cette occasion, elle termine non loin de la Néerlandaise Marleen Veldhuis qui s'approprie le nouveau record du monde de l'épreuve.
À 41 ans, Dara Torres se qualifie finalement pour ses cinquièmes Jeux olympiques à l'occasion des sélections olympiques disputées en juillet 2008 à Omaha. Vingt-quatre ans après sa première participation à Los Angeles, elle se qualifie en gagnant le 100 m nage libre en 53 s 78 en devançant Natalie Coughlin (record personnel en demi-finale en 53 s 76) mais aussi sur 50 m nage libre (en 24 s 25, nouveau record des Amériques). Elle décide cependant de privilégier cette seconde épreuve et décline sa sélection sur 100 m.
Lors des Jeux olympiques de Pékin, elle remporte 3 médailles d'argent : sur le 50 m nage libre en 24 s 07 à seulement un centième de l'allemande Britta Steffen, sur le relais 4 × 100 m nage libre avec l'équipe des États-Unis (Natalie Coughlin, Lacey Nymeyer, Kara Lynn Joyce, Dara Torres) et sur le relais 4 × 100 m 4 nages avec l'équipe des États-Unis (Natalie Coughlin, Rebecca Soni, Christine Magnuson, Dara Torres) en 3 min 53 s 30, devenant à l'âge de 41 ans la nageuse médaillée la plus âgée de l'histoire des Jeux olympiques, dépassant les 38 ans du Britannique William Robinson en 1908.

## Palmarès

### Jeux olympiques
| Discipline / Année   | Los Angeles 1984 | Séoul 1988           | Barcelone 1992   | Sydney 2000      | Pékin 2008           |
| -------------------- | ---------------- | -------------------- | ---------------- | ---------------- | -------------------- |
| 50 m nage libre      | -                | -                    | -                | Bronze 24 s 63   | Argent 24 s 07       |
| 100 m nage libre     | -                | -                    | -                | Bronze 54 s 43   | -                    |
| 100 m papillon       | -                | -                    | -                | Bronze 58 s 20   | -                    |
| 4 × 100 m nage libre | Or 3 min 43 s 43 | Bronze 3 min 44 s 25 | Or 3 min 39 s 46 | Or 3 min 36 s 61 | Argent 3 min 34 s 33 |
| 4 × 100 m 4 nages    | -                | *                    | -                | Or 3 min 58 s 30 | Argent 3 min 53 s 30 |

* Dara Torres a participé à la qualification du relais 4 × 100 m 4 nages pour la finale. Elle n'a cependant pas participé à la victoire du quatuor américain lors de la finale, et n'a donc pas reçu de médaille.

### Championnats du monde de natation
- Championnats du monde 1986 à Madrid (Espagne) :
  -  Médaille d'argent avec le relais américain 4 × 100 m nage libre (3 min 44 s 04 lors de la finale).

### Divers
- 14 titres nationaux

## Records
Entre 1982 et 1984, Dara Torres a établi trois records du monde sur 50 m nage libre. Sur les relais, la nageuse a participé à deux records du monde sur 4 × 100 m nage libre (à chaque fois, lors de finales olympiques en 1992 et 2000) et un sur 4 × 100 m 4 nages (en 2000).

## Distinction
Torres fait partie de la promotion 2016, qui comprend également les nageurs Camille Muffat et Aaron Peirsol, qui est introduite au sein du International Swimming Hall of Fame.